# Latrodectus cinctus
Latrodectus cinctus, ook wel zwarte kogelspin genoemd, is een spin uit de familie der kogelspinnen. Ze komt enkel voor in Zuid-Afrika, aan de oostkust.
Op het abdomen heeft deze spin een kleine rode vlek. De rest van het cephalothorax is compleet zwart. Het abdomen eindigt in een spitse punt, waar de spintepels zitten.